# ヒロスジマングース
ヒロスジマングース（Galidictis fasciata）は、マダガスカルマングース科ヒロスジマングース属に分類される食肉類。

## 分布
- G. f. fasciata

マダガスカル南東部固有亜種
- G. f. striata

マダガスカル北東部固有亜種

## 形態
体長30-36センチメートル。尾長24-30センチメートル。体重0.5-0.6キログラム。尾の体毛は房状に伸長する。頸部から尾の基部にかけて幅広い縦縞が入る。
指趾の間にはあまり発達しない水かきがある。指趾は長く、爪も長い。
乳頭の数は2個。メスは生殖器の周辺（会陰腺）に臭腺がある。
- G. f. fasciata

胴体の毛衣は淡褐色、腹面や尾の毛衣は白く尾基部は赤褐色。縦縞は暗褐色で7本。
- G. f. striata

胴体の毛衣は黄褐色で、腹面や四肢の毛衣は黄色、尾の毛衣は白い。縦縞は暗赤褐色で8本。

## 分類
- Galidictis fasciata fasciata　(Gmelin, 1788)
- Galidictis fasciata striata

## 生態
森林や湿原などに生息する。夜行性および薄暮性。ペアや小規模な群れを形成して生活する。
食性は動物食で、小型哺乳類、昆虫、ミミズなどを食べる。堆積物に口吻を差し入れ獲物を探す。
繁殖形態は胎生。1回に1頭の幼獣を産む。

## 人間との関係
開発による生息地の破壊などにより生息数は減少している。